# Daniel Bogdziul
Daniel Bogdziul (* 24. Februar 1994 in Vilnius) ist ein litauischer Eishockeyspieler, der seit 2020 bei Furuset Ishockey in der norwegischen 1. divisjon spielt.

## Karriere

### Clubs
Daniel Bogdziul begann seine Karriere bereits im Jugendbereich beim lettischen Spitzenklub HK Liepājas Metalurgs, mit dessen zweiter Mannschaft – die erste Mannschaft spielte in der belarussischen Extraliga – er 2011 lettischer Meister wurde, nachdem er im Jahr zuvor als Topscorer und bester Vorlagengeber in der lettischen U18-Liga aufgefallen war. Anschließend wechselte er zu Tampereen Ilves nach Finnland, wo er es bis in die höchste finnische Juniorenspielklasse brachte. 2013 zog es ihn in die Ukraine. Dort spielt er ein Jahr für Molodaja Gwardija Donezk in der Molodjoschnaja Chokkeinaja Liga, einer multinationalen Nachwuchsliga. Aber nach nur einem Jahr kehrte er in das Baltikum zurück und spielt die folgende Spielzeit für den HK Riga aus der lettischen Hauptstadt ebenfalls in der Molodjoschnaja Chokkeinaja Liga. In der Spielzeit 2015/16 stand er beim Hasle-Løren IL in der 1. divisjon, der zweithöchsten norwegischen Liga, und im Folgejahr beim GKS Katowice in der polnischen Ekstraliga auf dem Eis. Nachdem er die Spielzeit 2017/18 beim HK Liepāja aus der lettischen Liga begonnen hatte, wechselte im Januar 2018 zum deutschen Oberligisten TEV Miesbach. 2019 zog es ihn nach Norwegen, wo er zunächst für Hasle-Løren IL und nunmehr für Furuset Ishockey jeweils in der zweitklassigen 1. divisjon spielt.

### International
Für Litauen nahm Bogdziul bereits 2010 als 16-Jähriger sowohl an der U-18-, als auch an der U-20-Weltmeisterschaft teil. Während er mit dem jüngeren Team aus der Division I in die Division II abstieg, gelang ihm bei den Älteren der Aufstieg aus der Division II in die Division I. Im Folgejahr spielte er dann nicht nur bei den U-18- und U-20-Junioren, sondern auch erstmals in der litauischen Herren-Nationalmannschaft bei der Division-I-Weltmeisterschaft. Bei der U-18-Weltmeisterschaft wurde er als bester Scorer und bester Vorlagengeber der Gruppe B der Division II ausgezeichnet. Auch 2012 war er sowohl bei den U-18- und U-20-Junioren (diesmal jeweils in der Division II), als auch bei den Herren dabei. Erneut hatte er in der U-18 (diesmal in der Gruppe A der Division II) die meisten Scorerpunkte und die meisten Assists, dazu wurde er auch zum besten Stürmer gewählt. Auch in der Saison 2012/13 war Bogdziul an drei Turnieren beteiligt: Zwar war er nun der U-18 entwachsen, dafür spielte er aber nicht nur in der U-20 in der Division II und bei den Herren in der Division I der Weltmeisterschaften, wo er gemeinsam mit dem Ukrainer Oleh Schafarenko bester Vorlagengeber der Gruppe B war, sondern nahm auch am Qualifikationsturnier für die Olympischen Winterspiele 2014 in Sotschi teil. Bei seinem letzten Juniorenturnier, der Gruppe A der Division II der U-20-Weltmeisterschaft 2014 wurde er als bester Stürmer, bester Scorer, bester Vorlagengeber und bester Spieler seiner Mannschaft ausgezeichnet. Trotz dieser beeindruckenden persönlichen Bilanz langte es auch in diesem Jahr nicht zum Aufstieg, weil das entscheidende Spiel gegen den ungarischen Nachwuchs mit 1:5 verloren ging. In derselben Spielzeit nahm er auch wieder mit der litauischen Herren-Auswahl an der WM der Division I teil, die diesmal in seiner Heimatstadt Vilnius aus getragen wurde. Auch 2015, 2016, 2017, 2018, als er gemeinsam mit seinen Landsleuten Arnoldas Bosas und Povilas Verenis sowie dem Japaner Hiroto Satō zweitbester Scorer hinter dessen Landsmann Ryō Hashimoto war, und 2019 spielte er in der Division I. Zudem vertrat er seine Farben bei der Qualifikation für die Olympischen Winterspiele in Pyeongchang 2018 und beim Baltic-Cup 2016.

## Erfolge und Auszeichnungen
- 2010 Topscorer und bester Vorlagengeber der lettischen U18-Liga
- 2010 Aufstieg in die Division I bei der U-20-Weltmeisterschaft, Division II, Gruppe B
- 2011 Lettischer Meister mit dem HK Liepājas Metalurgs
- 2011 Bester Scorer bei der U-18-Weltmeisterschaft, Division II, Gruppe B
- 2011 Meiste Assists bei der U-18-Weltmeisterschaft, Division II, Gruppe B
- 2012 Bester Stürmer bei der U-18-Weltmeisterschaft, Division II, Gruppe A
- 2012 Bester Scorer bei der U-18-Weltmeisterschaft, Division II, Gruppe A
- 2012 Meiste Assists bei der U-18-Weltmeisterschaft, Division II, Gruppe A
- 2013 Meiste Assists bei der Weltmeisterschaft, Division I, Gruppe B
- 2014 Bester Stürmer bei der U-20-Weltmeisterschaft, Division II, Gruppe A
- 2014 Bester Scorer bei der U-20-Weltmeisterschaft, Division II, Gruppe A
- 2014 Meiste Assists bei der U-20-Weltmeisterschaft, Division II, Gruppe A
- 2018 Aufstieg in die Division I, Gruppe A, bei der Weltmeisterschaft der Division I, Gruppe B